# Lo Chasteu de Boçac
Lo Chastèu de Boçac (en francès Boussac-Bourg) és una localitat i comuna de França, a la regió de la Nova Aquitània, departament de la Cruesa. La seva població al cens de 1999 era de 788 habitants. Forma part de l'aglomeració urbana de Boçac. Està integrada a la Communauté de communes du Pays de Boussac.

## Demografia
| 1968 | 1975 | 1982 | 1990 | 1999 |
| ---- | ---- | ---- | ---- | ---- |
| 887  | 882  | 892  | 899  | 788  |

## Administració
| Període | Identitat        | Partit |
| ------- | ---------------- | ------ |
| 2001-   | Maurice Santinon |        |